# Бутина, Томислав
Томислав Бутина (хорв. Tomislav Butina; род. 30 марта 1974, Загреб, СФРЮ) — хорватский футболист, вратарь. Провёл более 100 матчей в воротах загребского «Динамо», с мая 2008 года вновь выступал за этот клуб. В 2001—2006 годах провёл 28 игр в составе сборной Хорватии по футболу, участник чемпионатов мира 2002 и 2006 годов, чемпионата Европы 2004 года.

## Клубная карьера

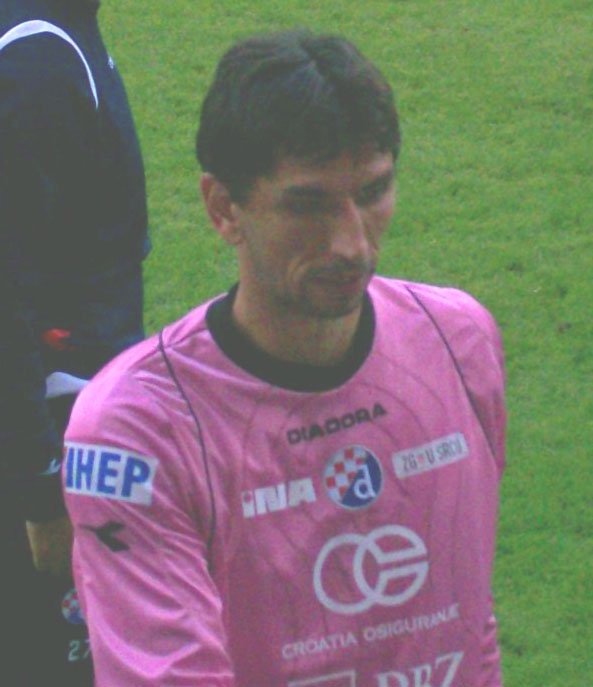
Томислав Бутина

Бутина пробился в основную команду загребского «Динамо» уже в 1991 году, но поскольку в воротах бессменно стоял другой голкипер, Дражен Ладич, в 1994 году Бутина принял решение отправиться в более скромные клубы на правах аренды. Возвратившись в «Динамо» в 1997 году он всего по 6 раз появлялся на поле в сезонах 1997/98 и 1998/99 годах, а также просидел на лавке весь сезон 1999/00, при этом клуб три года подряд завоевывал золотые медали чемпионата Хорватии. Первым номером «Динамо» Бутина смог стать только после завершения Ладичем своей футбольной карьеры в 2000 году, до этого он лишь выходил на замену либо подменял травмированного Ладича. В сезоне 2000/01 Бутина сыграл значимую роль в победе «Динамо» над «Хайдуком» из Сплита в финале национального кубка.
Он продолжил успешно выступать за «Динамо» на протяжении следующих двух сезонов, помогая команде удержать завоеванный трофей до конца сезона 2002/03. В мае 2003 года Бутина перешёл в только что ставший чемпионом своей страны «Брюгге». Поначалу, в своем первом сезоне в Бельгии, он был игроком запаса, при основном вратаре Дени Верлиндене, но когда ветеран ушёл на покой, Бутина пропустил всего 22 гола в 33 матчах. В сезоне 2005/06 он получил травму, а позднее бесплатно, после истечения контракта, перешёл в греческий «Олимпиакос».
В начале 2006 года он подписал предварительное соглашение с «Олимпиакосом», и официально присоединился к клубу 1 июля 2006 года. В «Олимпиакосе» он был запасным голкипером и выходил на поле всего лишь несколько раз, в том числе и на один из кубковых матчей. В мае 2008 года Бутина был отпущен обратно в «Динамо (Загреб)».

## Карьера в сборной
Бутина дебютировал в составе национальной сборной Хорватии в отборочном матче чемпионата мира 2002 года против сборной Сан-Марино, прошедшем 5 сентября 2001 года в Серравалле. Затем футболист был включен в заявку хорватской команды на финальную часть чемпионата мира 2002 года, где провел все три матча на скамье запасных, будучи вторым вратарем после Стипе Плетикосы. Из-за травмы последнего, в матчах чемпионата Европы 2004 года в стартовом составе выходил уже Томислав Бутина.
Бутина сыграл во всех матчах команды в групповом этапе Евро-2004, а затем выходил на поле в восьми из десяти возможных играх отборочного турнира к чемпионату мира 2006 года, но к финальному турниру, на который он был снова включен в заявку, вновь оказался в запасе из-за отсутствия постоянной игровой практики в клубе (весной 2006 года он пропустил большинство матчей клуба из-за травмы). 1 августа 2006 года он объявил о прекращении выступлений в национальной сборной. Всего за пять лет Бутина провел 28 матчей в составе сборной Хорватии; последний раз он выходил на поле в футболке сборной 3 июня 2006 года в товарищеском матче, проходившем немецком Вольфсбурге в рамках подготовки к предстоящему мировому первенству, соперником была сборная Польши. В 2006 году это был его единственный матч за национальную сборную.

## Достижения
- Чемпион Хорватии (4): 1997/98, 1998/99, 1999/00, 2002/03 («Динамо» Загреб)
- Обладатель Кубка Хорватии (3): 1997/98, 2000/01, 2001/02 («Динамо» Загреб)
- Обладатель Суперкубка Хорватии (2): 2002, 2010
- Чемпион Бельгии : 2004/05 («Брюгге»)
- Обладатель Кубка Бельгии : 2003/04 («Брюгге»)
- Обладатель Суперкубка Бельгии (2): 2004, 2005
- Чемпион Греции : 2007/08